# Parafia Świętego Krzyża w Krakowie
Parafia Świętego Krzyża w Krakowie – parafia rzymskokatolicka należąca do dekanatu Kraków-Centrum archidiecezji krakowskiej na Starym Mieście przy ulicy Świętego Krzyża.

## Historia parafii
Około roku 1200 biskup krakowski Fulco (Pełka) ufundował w Krakowie pw. kościół Świętego Krzyża.
W 1244 biskup Jan Prandota przeniósł duchaków z Prądnika Białego do Krakowa (gdzie ufundował i uposażył nowy szpital i klasztor) i oddał im – już parafialny wówczas – kościół Św. Krzyża, wiążąc nierozerwalnie jego dzieje na następne pięć i pół wieku z zakonem i krakowskim szpitalem Ducha Świętego.
W XIV w. została zbudowana nowa, gotycka świątynia Św. Krzyża. W tym czasie powstał w kompleksie zabudowań klasztorno-szpitalnych również kościółek pw. Ducha Świętego.
W 1528 r. miał miejsce wielki pożar północno-wschodniej części Krakowa, który strawił oba kościoły, całe archiwum, szpital i klasztor. W latach 1530–1533 z inicjatywy prepozyta Stanisława Teplara udało się naprawić kościół, który potem rekonsekrowano.
W 1783 uległa kasacji polska prowincja duchaków, a kościół i opiekę nad parafią powierzono od 1788 r. księżom diecezjalnych.

## Terytorium parafii
Ulice: Floriańska nry nieparzyste 35-55, Lubicz nry nieparzyste 1-5, św. Marka nry parzyste 20-34 i nry nieparzyste 33-37, Mikołajska nry parzyste 20-30, Pijarska nry nieparzyste 19-23, Radziwiłłowska nry parzyste 20-30, Skłodowskiej-Curie nry parzyste 4-14, pl. Świętego Ducha, Świętego Krzyża nry nieparzyste 11-23, św. Tomasza nry parzyste 30-34 i nry nieparzyste 35-43, Szpitalna nry parzyste 30-40, Westerplatte 1-8, Zamenhofa 1-10.

## Wspólnoty parafialne
- Duszpasterska Rada parafialna
- Służba Liturgiczna
- Duszpasterstwo artystów
- Duszpasterstwo osób żyjących w związkach niesakramentalnych
- Duszpasterstwo młodych rodzin
- Bractwo Świętego Krzyża
- Róże Żywego Różańca
- Grupa biblijna
- Spotkania ze Słowem Życia (Ruch Focolari)
- Zespół Muzyki Dawnej „ANONYMUS”

## Duszpasterze
- ks. Mikołaj z Opawy (XV w.)
- ks. Stanisław Teplar (XVI w., na pewno lata 30.)
- ks. Jan z Wiślicy (1562–1568)
- ks. Alexy Chyliński (do 1683)
- ks. Rafał Cybulski (od 1684)
- ks. Kasper Małecki (od 1783)
- ks. Walenty Janikowski (zm. w 1858), prepozyt zakonu przez 24 lata
- ks. Franciszek Piątkowski (do 1865)
- ks. Paweł Russek (1865–1872), kanclerz konsystorza
- ks. Ignacy Patyński (1873–1883), rektor Domu Księży Emerytów
- ks. Wacław Cholewiński (1883–1895), wykładowca katechetyki
- ks. Władysław Mikulski (1895–1935)
- ks. Andrzej Mytkowicz (1936–1954), profesor Uniwersytetu Lwowskiego
- ks. Bolesław Przybyszewski (1954–1971), profesor hist. Kościoła i hist. sztuki
- ks. Ryszard Wilczyński (1971–1981)
- ks. Stanisław Adamski (1981–1992)
- ks. Wojciech Stokłosa (administrator, 1992–1993)
- ks. Zdzisław Kliś (1993–1997)
- ks. Jan Abrahamowicz (1997–2010)
- ks. Paweł Kubani (2010–2018)
- ks. Dariusz Guziak (2018–2023)
- ks. Grzegorz Kotala (od 2023)